# Никифоров, Иван Никифорович
Иван Никифорович Никифоров (06.02(24.01).1910 — 12.03.2003) — учитель Вурнарской средней школы, Вурнарский район Чувашской АССР. Заслуженный учитель школы РСФСР, Герой Социалистического Труда.

## Биография
Родился в крестьянской семье. Первоначальное образование получил в Убеевской шестилетней школе, которую окончил в 1924 году. Затем обучался в Шихазанской школе 2-й ступени с педагогическим уклоном. После окончания школы, с 1929 года два года проработал учителем начальной школы, затем поступил в институт.
В 1935 году окончил физико-математический факультет Чувашского государственного педагогического института имени И. Я. Яковлева. С августа 1935 года работал учителем математики и физики средней школы в селе Вурнары.
В марте 1942 года был призван в Красную Армию. Участник Великой Отечественной войны. Воевал на Сталинградском, Южном, 4-м, 3-м и 2-м Украинских фронтах. Был шофёром одной из бригад гвардейского механизированного корпуса, прошёл путь от Сталинграда до Будапешта. После Победы продолжал службу в составе Южной группы войск. В ноябре 1945 года был демобилизован, вернулся домой.
С 1946 года более 30 лет работал учителем математики в Вурнарской средней школе. В своей работе, он ориентировался на сильного ученика. «Забегание вперёд» позволяло увлечь и найти новое, смелое, неожиданное решение. Каждый его урок — это «духовный заряд», желание познать новое, преодолеть себя. И. Н. Никифорова отличали высокая интеллектуальность, способность мыслить широко, творчески, эрудиция, великолепное знание предмета, уважение и доверие к ученику. Многие его воспитанники, беря пример с учителя, связали свою жизнь с математикой.
Указом Президиума Верховного Совета СССР от 1 июля 1968 года за большие заслуги в деле обучения и коммунистического воспитания учащихся Никифорову Ивану Никифоровичу присвоено звание Героя Социалистического Труда с вручением ордена Ленина и золотой медали «Серп и Молот».
Был бессменным председателем районной предметной комиссии учителей математики, членом совета РОНО, председателем районного комитета защиты мира, народным заседателем. Неоднократно избирался делегатом съездов учителей.
В 1976 году вышел на пенсию. Жил в селе Вурнары. Скончался 12 марта 2003 года.

## Награды и звания
- Заслуженный учитель школы РСФСР.
- Занесён в Юбилейную Книгу Почёта Чувашской АССР и Юбилейную Книгу Трудовой доблести Чувашской АССР.
- Награждён орденами Ленина, Отечественной войны 1-й степени, Красной Звезды,
- Медаль «За боевые заслуги»,
- Медаль «За оборону Сталинграда».

## Память
- В феврале 2010 года на здании школы села Вурнары открыта мемориальная доска.
- Художественный маркированный конверт, 2010 год